# Manuel Hidalgo Ruiz
Manuel Hidalgo Ruiz (Pamplona, 25 de novembre de 1953) és un periodista i escriptor espanyol.

## Carrera
Llicenciat en Periodisme per la Universitat de Navarra el 1977, en la seva trajectòria professional ha treballat com a columnista a les revistes Cambio 16 i Fotogramas (de la que en va ser redactor en cap) i als diaris Diario 16 i El Mundo (des de 1989). En aquest últim va fundar i va dirigir el suplement setmanal Cinelandia.
En televisió després d'acabar el magazín La tarde de Televisió Espanyola el 1988, es va fer càrrec de la direcció de l'espai que el va substituir, Tal Cual d'entrevistes i reportatges, realitzat per José María Fraguas.
En el món del cinema ha treballat com a guionista, participant en pel·lícules com Una mujer bajo la lluvia (1992), de Gerardo Vera, El portero (2000), de Gonzalo Suárez, (amb la qual fou nominat al Goya al millor guió adaptat) Grandes ocasiones (1998), Nubes de verano (2004) o Mujeres en el parque (2006), aquestes tres últimes del cineasta Felipe Vega. Especialitzat en crítica cinematogràfica, també ha escrit diversos assajos sobre aquest tema.

### Literatura
- El pecador impecable (1986) - finalista del premi La Sonrisa Vertical.
- Azucena, que juega al tenis (1988).
- Olé (1991).
- Todos vosotros (1995).
- La infanta baila (1997).
- Días de Agosto (2000).
- Cuentos pendientes (2003).
- Lo que el aire mueve (2008) - guanyador l'octubre de 2007 del primer Premi Logroño de Novel·la, dotat amb 90.000 euros.
- El lugar de uno mismo (2017) (ed. Alianza). Il·lustrat per Daniel Hidalgo.
- Del balneario al monasterio (2018). Colección Baroja & Yo. Pamplona. Ipso ediciones.

### Llibres sobre cinema
- Carlos Saura (1981)
- Fernando Fernán Gómez (1981)
- El último austro-húngaro: conversaciones con Berlanga (1982)
- Francisco Rabal (1985)
- Pablo G. del Amo, montador de sueños (1987).
- El Banquete de los genios (2013) (ed. Península - Grup 62).